# 小行星11981
小行星11981（11981 Boncompagni）是一颗绕太阳运转的小行星，为主小行星带小行星。该小行星于1995年10月20日发现。

## 轨道参数
小行星11981的轨道半长轴为2.6557537 UA，离心率为0.063。